# Ciliaria
Ciliaria är ett släkte av svampar. Ciliaria ingår i familjen Pyronemataceae, ordningen skålsvampar, klassen Pezizomycetes, divisionen sporsäcksvampar och riket svampar.